# 소셜 미디어 최적화
소셜 미디어 최적화(Social Media Optimization, SMO)는 소셜 미디어, 온라인 커뮤니티, 커뮤니티 웹사이트 등을 통해 저명성을 획득하는 기법을 말한다. SMO의 기법 중에는 RSS 피드를 추가한다든지 "디그 디스"(Digg this) 버튼을 추가한다든지 블로깅한다든지 유튜브 비디오나 플리커 사진과 같은 제3의 커뮤니티 자료를 올린다든지 하는 기법들이 있다. 소셜 미디어 최적화는 일종의 검색 엔진 마케팅이라 분류할 수 있다.
소셜 미디어 최적화는 바이럴 마케팅(viral marketing)과 여로 모로 연관되어 있다. 입에서 입으로 전달되는 말들이 가족이나 친구들한테서 나오는 것이 아니라 소셜 북마크, 비디오 공유, 사진 공유 웹사이트 등의 네트워크를 통해 생성되어 전달된다는 점에서 말이다.  특수한 블로그 검색 엔진 테크노라티 혹은 블로그스피어 상의 RSS 등을 사용함으로써 블로그의 내용이 전파되게 하기도 한다. 

## 역사
로힛 바르가바(Rohit Bhargava)가 소셜 미디어 최적화라는 용어를 만들었다.
그는 소셜 미디어 최적화 방법 다섯 가지를 제안하였다. 다섯 가지 방법은 다음과 같다:
1. 링크 가능성(linkability)을 높여라.
2. 태깅과 북마킹을 쉽게 하라.
3. 사용자의 페이지로 들어오는 링크에게 보상을 하라.
4. 사용자의 콘텐츠가 돌아다니게 하라.
5. 매시업을 유도하라.

## 소셜 미디어 스팸
스팸덱싱 같은 것들로 인해 소셜 미디어 일각에서는 스팸이 많이 생성되어 흘러다니기도 한다.
링크드인, 페이스북 등은 스팸을 없애려는 조치를 취하고 있다. 혹은 몇몇 미디어 사이트, 특히 디그(Digg)에서는 저질성 콘텐츠나 스팸성 콘텐츠를 묻어버리는(bury, digg의 반대) 행위를 장려하고 있기도 하다.

## 같이 보기
- 검색 엔진 마케팅
- 검색 엔진 최적화
- 랜딩 페이지 최적화